# Fåborg Sogn (Faaborg)
 For alternative betydninger, se Fåborg Sogn. (Se også artikler, som begynder med Fåborg Sogn)
Fåborg Sogn er et sogn i Fåborg Provsti (Fyens Stift).
I 1800-tallet var Diernæs Sogn anneks til Fåborg Sogn, der lå i Faaborg Købstad. Den hørte geografisk til Sallinge Herred i Svendborg Amt og blev ved kommunalreformen i 1970 kernen i Faaborg Kommune. Faaborg Købstads landdistrikt (Bjørnø) blev også indlemmet i kommunen.
I Fåborg Sogn ligger Helligåndskirken.
I sognet findes følgende autoriserede stednavne:
- Bjørnø (areal, ejerlav)
- Bjørnø By (bebyggelse)
- Faaborg (bebyggelse)
- Gryderne (areal)
- Holmene (areal)
- Rødekro (bebyggelse)
- Sundet (areal)